# Wivenhoe
Wivenhoe är en stad och en civil parish i Colchester i Essex i England. Orten har 7 221 invånare.